# Byalakundi, Hospet
Byalakundi là một làng thuộc tehsil Hospet, huyện Bellary, bang Karnataka, Ấn Độ.